# Hypselodoris godeffroyana
Hypselodoris godeffroyana (Bergh, 1877) è un mollusco nudibranchio della famiglia Chromodorididae.

## Distribuzione e habitat
Rinvenuta al largo delle coste di Papua Nuova Guinea e dell'isola di Tahiti.